# Gerry Adams
Gerard Adams, detto Gerry (in gaelico Gearóid Mac Ádhaimh; Belfast, 6 ottobre 1948), è un politico irlandese con cittadinanza britannica.
Presidente dello Sinn Féin dal 1983 al 2018, è stato deputato "astensionista" alla Camera dei comuni britannica dal 1983 al 1992 e dal 1997 al 2011, e successivamente deputato al Dáil Éireann irlandese dal 2011.
Con l'introduzione dell'internamento senza processo nel 1971 (consentita dallo Special Powers Act) fu temporaneamente detenuto sulla HMS Maidstone, una nave prigione. Fu considerato abbastanza importante da essere rilasciato per partecipare ai colloqui di pace nel 1972, ma fu nuovamente arrestato e imprigionato tra il 1973 e il 1977 nel campo di internamento di Long Kesh, e poi di nuovo nel 1978.
Il 14 marzo 1984 fu gravemente ferito in un tentato omicidio da parte dei lealisti (fautori della conservazione dell'Irlanda del Nord nel Regno Unito). La sua vita è stata salvata da un soldato britannico.
Si dice che l'ex membro del Provisional Irish Republican Army (IRA) sia salito come figura di spicco nel Consiglio dell'esercito, l'organo di governo dell'IRA, e a Capo di stato maggiore dell'IRA (comandante supremo dell'organizzazione clandestina). Dall'inizio degli anni '80, tuttavia, Adams ha negato di essere mai stato membro dell'IRA, nonostante i ripetuti rapporti di funzionari della sicurezza, giornalisti ed ex compagni.
È stato anche vicepresidente del Sinn Féin dal 1978 al 1983. Nel contesto del conflitto nordirlandese, Adams è stato un architetto chiave del processo di pace culminato nell'accordo del Venerdì Santo del 1998, nell'accordo di Saint Andrews del 2006 e nell'accordo del Castello di Hillsborough del 2010.

## Biografia

### Primi anni e militanza nell'IRA
Gerry Adams nasce, primo di 10 tra fratelli e sorelle, da Gerry Adams Sr., che aveva scontato 5 anni nella prigione di Crumlin Road a Belfast per reati connessi all'IRA, e da Annie Hannaway, membro di una delle più note famiglie repubblicane di Belfast (i suoi fratelli Liam e Alfie sono stati membri importanti dell'IRA di Belfast, mentre Kevin Hannaway, figlio di Liam e cugino di Gerry, è arrivato fino alla posizione di Adjutant General (secondo in comando) dell'IRA.
Dopo i primi tempi in cui la famiglia visse a Greencastle, a nord di Belfast, Annie Hannaway riuscì a farsi assegnare una casa a Divismore Park, nel nuovo quartiere in costruzione di Ballymurphy, a West Belfast, che nel corso dei Troubles è stato una delle roccaforti dell'IRA. La famiglia Adams era di modeste condizioni economiche e Gerry, pur essendo un bravo studente, a 17 anni lasciò la scuola e cominciò a lavorare come barista.
Influenzato in egual misura dalle idee libertarie e di sinistra che venivano dai campus statunitensi e dal repubblicanesimo che aveva sempre respirato in famiglia, nel 1966 si iscrisse al movimento Sinn Féin impegnandosi in varie lotte (soprattutto quella per il diritto alla casa). Oltre che nel movimento Sinn Féin Gerry era anche entrato nell'IRA (anche se Adams ha ripetutamente negato, la sua militanza nell'Irish Republican Army è stata più volte confermata dalle forze di sicurezza britanniche e irlandesi oltre che raccontata in numerosi libri) e svolse un ruolo di primo piano nella difesa delle zone cattoliche attaccate dai lealisti nell'agosto 1969.
Al momento della scissione dell'organizzazione che darà vita alla Provisional IRA Gerry (e l'unità di Ballymurphy sotto il suo comando) si schierò dalla parte dei Provisionals e si ritiene che, all'interno dell'organizzazione, abbia ricoperto i ruoli di OC (Officer Commanding) del Secondo Battaglione della Brigata Belfast (Belfast Brigade), OC della Brigata Belfast e infine, per un breve periodo, di Capo di Stato Maggiore (Chief of Staff), oltre ad aver fatto parte del Consiglio dell'Esercito (Army Council, l'organo di sette persone che decide la strategia dell'IRA) per più di 20 anni.

### Ascesa nel Sinn Féin

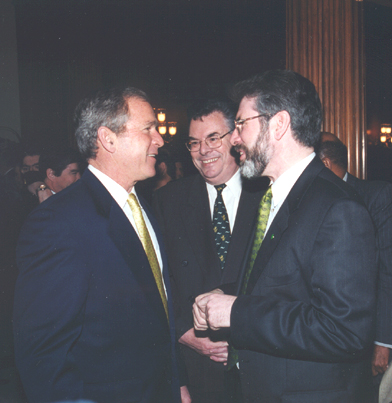
Gerry Adams e il Presidente degli Stati Uniti George W. Bush nel 2001.

Nel 1971, mentre è in clandestinità ricercato dagli inglesi, sposa Colette McArdle, dalla quale avrà un figlio, Gearoid. Il 14 marzo 1972 viene arrestato dagli inglesi durante un raid all'alba nella casa in cui viveva con Colette in Harrogate Street, nella zona di Clonard, e viene internato senza processo sulla nave-prigione Maidstone, ancorata nel Belfast Lough. Pochi mesi dopo però, in seguito a colloqui tra esponenti del movimento repubblicano e funzionari del governo britannico volti a definire i termini di una tregua, dietro precisa richiesta Adams viene rilasciato per permettergli di far parte della delegazione dell'IRA che, il 7 luglio 1972, incontra a Londra il Segretario di Stato per l'Irlanda del Nord Sir William Whitelaw.
Quest'incontro non servì a granché e poco dopo ripresero le ostilità e ricominciò anche la clandestinità di Adams, che si interruppe di nuovo nel luglio 1973 quando venne arrestato insieme con altri tre membri dello Stato Maggiore della Brigata Belfast (Brendan Hughes, Tom Cahill e Owen Coogan). Questa volta viene rinchiuso a Long Kesh, dove divenne un punto di riferimento per i militanti più giovani e da dove diede il suo contributo alla "politicizzazione" del movimento repubblicano con gli articoli che scriveva regolarmente per An Phoblacht-Republican News (AP-RN, organo ufficiale del Sinn Féin) con lo pseudonimo di "Brownie".
Appena rilasciato, nel 1977, viene eletto all Ard Comhairle (Comitato Esecutivo) del Sinn Féin e, insieme con Danny Morrison, direttore di AP-RN, partecipa alla stesura dell'annuale discorso pronunciato alla commemorazione di Theobald Wolfe Tone, fondatore degli United Irishmen e "nume tutelare" del repubblicanesimo irlandese. Il discorso, pronunciato da Jimmy Drumm, veterano dell'IRA dagli anni quaranta, segna una svolta nella strategia repubblicana perché, oltre a denunciare gli errori della dirigenza nella gestione della tregua del '74-'75, delinea per la prima volta la necessità di una "guerra di lunga durata" che doveva essere condotta sviluppando anche la proposta politica del movimento "..coinvolgendo la classe lavoratrice delle 26 Contee (come i repubblicani chiamano l'Eire)".
All'interno del Sinn Fèin si stava svolgendo la stessa lotta intestina che stava avvenendo all'interno dell'IRA tra la vecchia dirigenza e un gruppo di elementi più giovani critici della strategia del movimento (tra i quali Martin McGuinness, Brian Keenan, Danny Morrison e Ivor Bell).

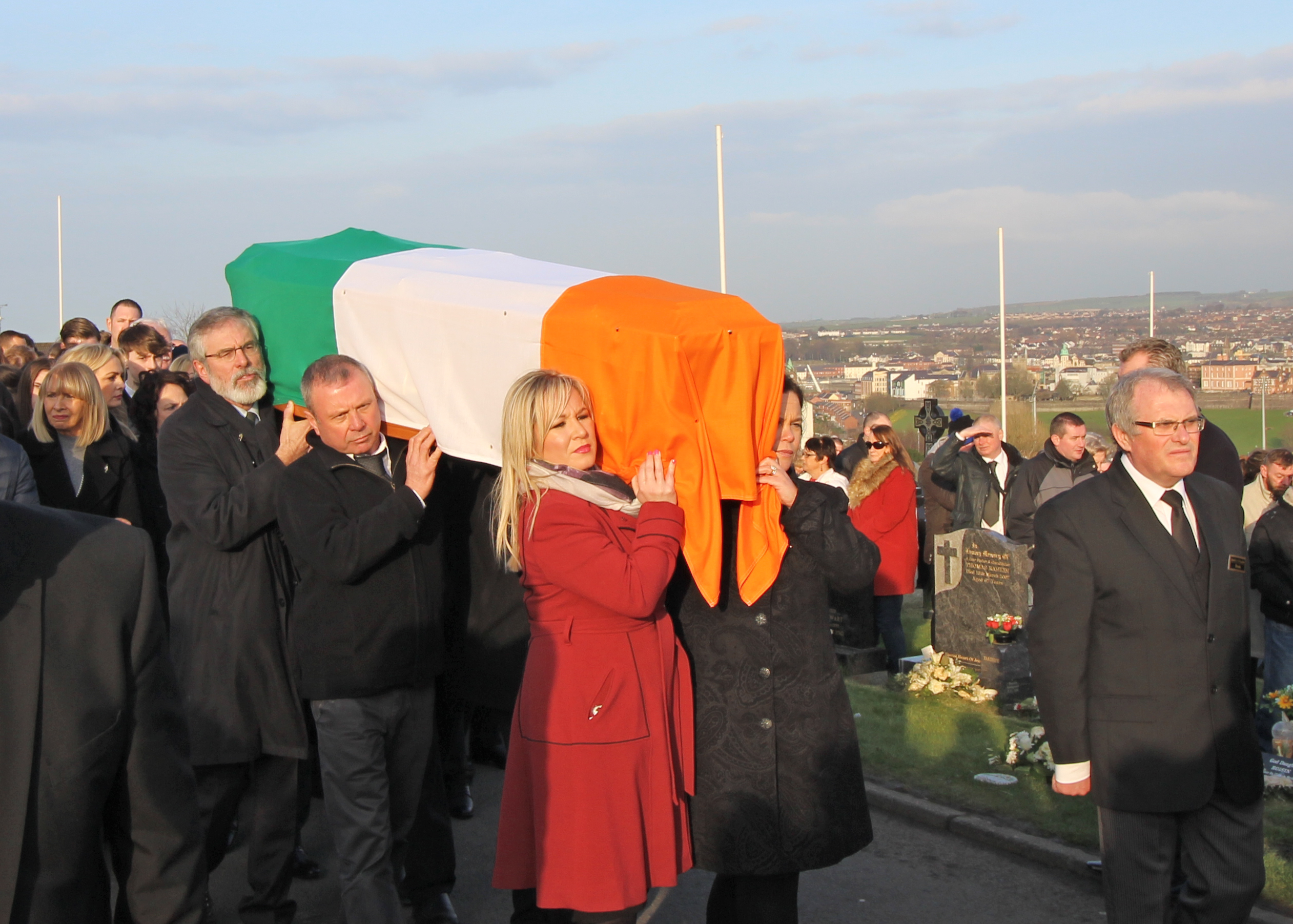
Gerry Adams (primo a sinistra) regge il feretro di Martin McGuinness durante il suo funerale insieme a Michelle O'Neill e Mary Lou McDonald.

Lo status di Adams (diventato vicepresidente del Sinn Féin) all'interno del movimento repubblicano venne accresciuto enormemente durante il periodo degli scioperi della fame (ottobre 1980- ottobre 1981) dei detenuti dell'IRA e dell'INLA sia per il fatto che era con Adams che comunicava (tramite messaggi scritti su cartine di sigarette e fatti uscire di nascosto da Long Kesh) Brendan "Bik" McFarlane, OC dei detenuti, e sia perché era fisicamente più vicino allo svolgersi degli eventi in quanto altri capi dell'IRA e del Sinn Féin come Ruairí Ó Brádaigh e Daithi O'Conaill vivevano a sud del confine e non potevano mettere piede in Irlanda del Nord pena l'arresto.
Grazie agli scioperi della fame la propaganda per il Sinn Féin fu enorme e Adams riscosse i frutti di ciò quando, nel 1983 venne eletto prima a Westminster, per il collegio di Belfast West (seggio che perse nel 1992 e riconquistò nel 1997 ma che non occupò mai in ossequio alla tradizionale posizione "astensionista" dei repubblicani irlandesi), e poi alla presidenza del Sinn Féin.

### L'attentato e la scissione
Il 13 marzo 1984, mentre era a bordo di un'auto nel centro di Belfast, Adams (e altre due delle tre persone che erano in auto con lui) rimase gravemente ferito in un attentato a colpi di arma da fuoco da parte di un commando dell'UFF guidato da John "Grugg" Gregg, divenuto poi comandante della South-East Antrim Brigade dell'UDA, prima di essere ucciso nel 2002 durante una faida interna da uomini di Johnny "Mad Dog" Adair, comandante della West Belfast Brigade, in seguito espulso dall'organizzazione.
All'Ard Fhéis (il congresso) del Sinn Féin del 1986 Adams, McGuinness e i loro alleati riuscirono a far passare una mozione che permetteva agli eletti del Sinn Féin di prendere il proprio posto nelle istituzioni dell'Eire. La mozione era stata già approvata (in segreto) dalla Assemblea Generale (General Army Convention) dell'IRA e, nonostante la strenua opposizione dei "tradizionalisti", guidati da O'Bradaigh e O'Conaill, fu approvata anche dallo Sinn Féin. O'Bradaigh e O'Conaill abbandonarono il congresso con i loro sostenitori e fondarono il Republican Sinn Féin oltre a creare anche un nucleo armato (la Continuity IRA) che però si manifestò solo dieci anni più tardi per timore di rappresaglie della Provisional IRA.

### Il processo di pace

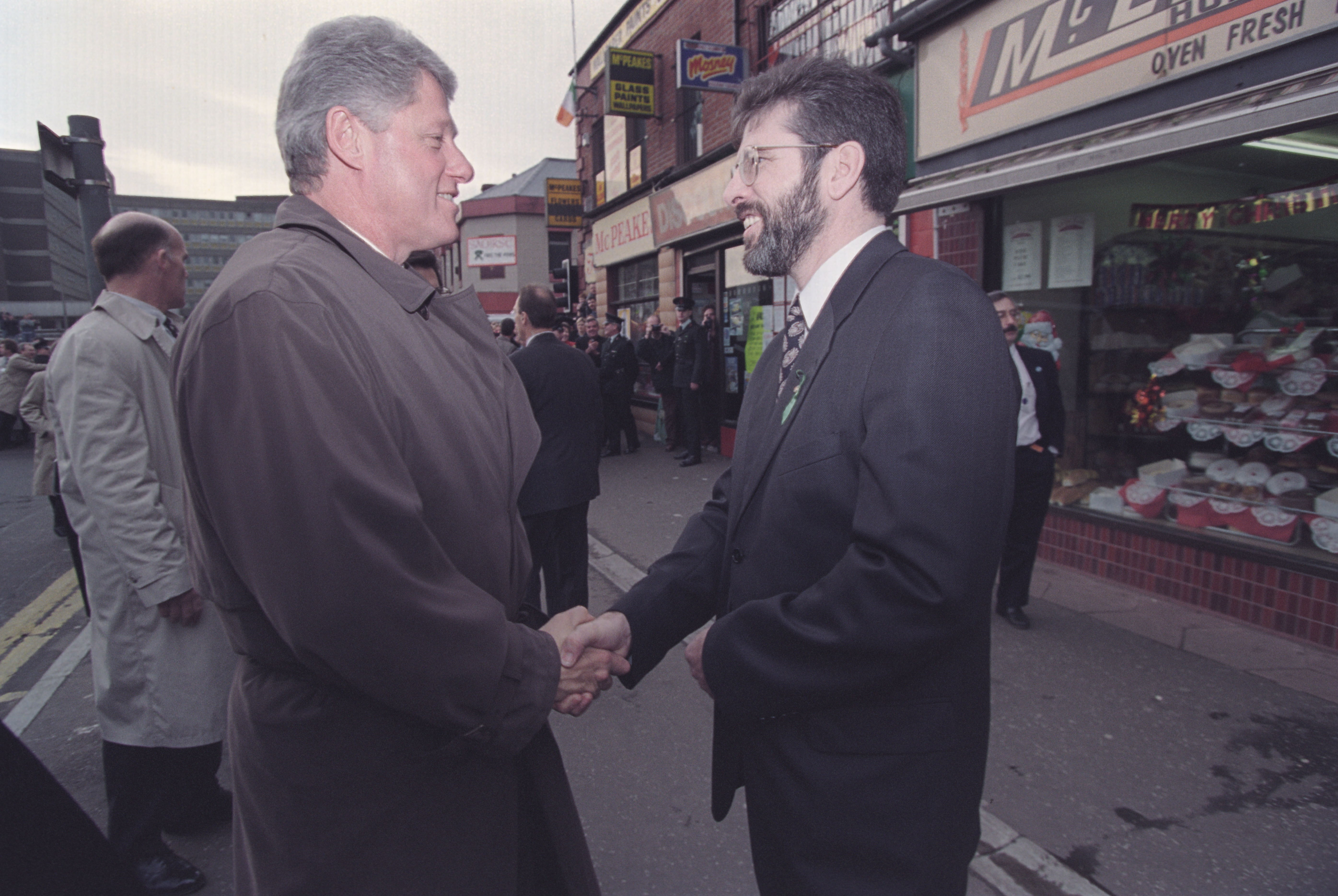
Il Presidente degli Stati Uniti Bill Clinton e Gerry Adams nel 1995.

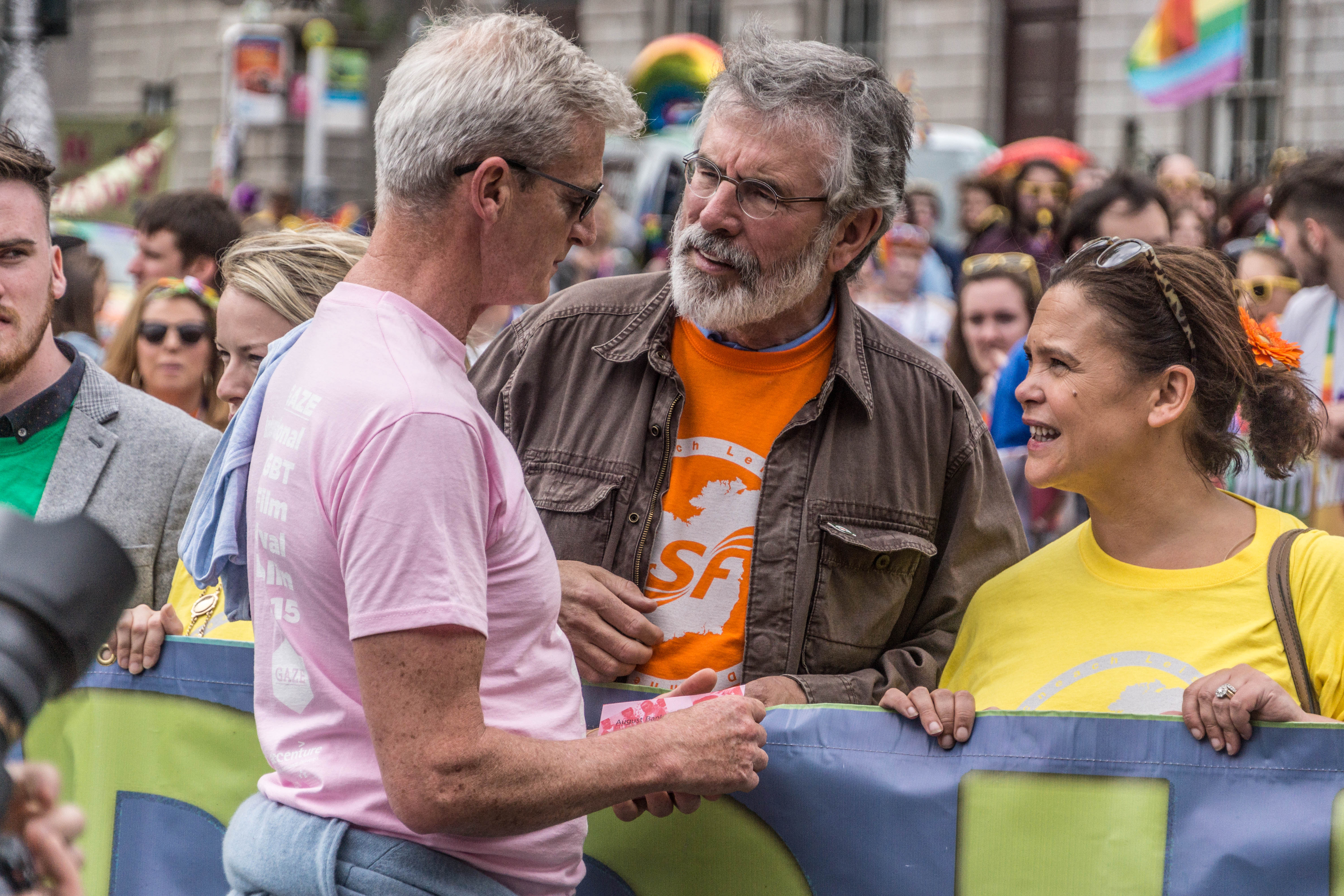
Gerry Adams e Mary Lou McDonald alla Pride Parade 2015.

Con il controllo del partito saldamente nelle sue mani, Adams alla fine degli anni ottanta cominciò un dialogo con il leader dello SDLP John Hume che doveva portare negli anni seguenti al coinvolgimento del governo irlandese e di quello statunitense guidato da Bill Clinton nel processo di pace.

### Accuse relative al passato
Anche dopo la pacificazione continuano a gravare su Gerry Adams accuse e sospetti relativi al suo periodo di guerriglia. Nel 2006 alcuni articoli di giornale avevano pubblicato che la polizia aveva ritrovato impronte digitali dell'uomo politico repubblicano su un'automobile usata per un duplice omicidio nel 1971..
Il 30 aprile 2014 Gerry Adams è stato arrestato per quattro giorni dalla polizia nordirlandese con l'accusa di essere implicato nell'omicidio di una donna, Jean McConville, uccisa nel 1972 per opera di membri dell'IRA perché ritenuta informatrice delle forze di sicurezza e ritrovata nel 2003 in una spiaggia dell'Irlanda del Nord.. Fu stabilito che non c'erano prove di un coinvolgimento di Gerry Adams nel fatto.